# Replisoma
En la replicación de ADN, se denomina replisoma o complejo de replicación al conjunto de proteínas de una horquilla de replicación.

## Proteínas que forman parte del replisoma
- Helicasas: avanzan por cada horquilla de replicación (hay dos por cada burbuja de replicación, formada a partir de cada origen de replicación, y avanzan en sentidos opuestos) desnaturalizando el ADN.
- Primosoma (conjunto de Primasa, que es una ARN Polimerasa, y otras proteínas): sintetiza el ARN iniciador, cebador o primer.
- ADN.Pol- II y III: sintetiza el ADN con su función polimerasa 5'→3'.
- Proteínas SSBP: sirven para estabilizar a la cadena rezagada evitando que se formen plegamientos.
- Abrazaderas: mantienen unidas a la polimerasa y a la hebra de DNA (su interacción es muy débil)

## Proteínas que intervienen en la replicación, pero no forman parte del replisoma
- Proteínas iniciadoras: se unen a los orígenes de replicación para causar una desnaturalización parcial. En procariotas se llaman DnaA y HU.
- Topoisomerasas: deshacen los superenrrollamientos para facilitar la entrada a la maquinaria replicativa.
- ADN.Pol-I: aunque tiene capacidad para sintetizar el ADN, esta función la realiza preferentemente la ADN.Pol-III, quedando restringida la función de la ADN.Pol-I a eliminar y rellenar el espacio de los primers de ARN y reparar errores.
- ADN Ligasa: une los fragmentos.